# Getaria
Getaria – gmina w Hiszpanii, w prowincji Guipúzcoa, w Kraju Basków, o powierzchni 10,63 km². W 2011 roku gmina liczyła 2679 mieszkańców.